# André Souvré
André Souvré (Le Sap, 20 gennaio 1939 – Tolosa, 14 dicembre 2021) è stato un cestista francese.
Era il padre di Yannick Souvré.

## Carriera
Con la Francia ha disputato i Campionati europei del 1961.

## Palmarès
- Campionato francese: 1

Parigi UC: 1962-63
- Coppa di Francia: 2

Parigi UC: 1962, 1963